# Superintendência de Polícia Técnico-Científica (São Paulo)
A Superintendência da Polícia Técnico-Científica (SPTC), também chamada de Polícia Científica de São Paulo, é um orgão do sistema de segurança pública, ao qual compete a realização das perícias médico-legais e criminalísticas do Estado de São Paulo, bem como desenvolver estudos e pesquisas em sua área de atuação.
A Superintendência da Polícia Técnico-Científica está, desde 1998, subordinada diretamente à Secretaria de Segurança Pública, trabalhando em estreita cooperação com as Polícias Estaduais. Ela é dirigida por um Superintendente (cargo exclusivo de peritos, seja Perito Criminal, ou Médico-Legista) e atua em todo o território do Estado de São Paulo.

## Histórico
A Superintendência da Polícia Técnico-Científica (SPTC) foi criada em 1998, pelo então governador Mário Covas, para administrar as perícias criminalísticas e médico-legais realizadas em todo o Estado de São Paulo. Sua função é assessorar a Polícia Civil e o Sistema Judiciário.
A SPTC foi regulamentada pela Lei Estadual 756, de 1994, e teve sua estrutura organizacional disposta no Decreto 42.847, de 9 de Fevereiro de 1998. Ela é responsável pela coordenação dos trabalhos do Instituto de Criminalística e do Instituto Médico Legal, editando normas, ações conjuntas e implementando políticas de atendimento à população.
Antes da criação da SPTC, a Polícia Civil do Estado de São Paulo era a responsável pelo Instituto de Criminalística e pelo Instituto Médico Legal. Atualmente, a SPTC tem relativa independência da Polícia Civil de São Paulo, uma vez que possui apenas autonomia administrativa e orçamentária, sendo que seus servidores (agentes da autoridade policial) são integrantes das carreiras policiais civis, sendo portanto, policiais civis. 
São eles:
- Médico Legista;
- Perito Criminal;
- Fotógrafo Técnico-Pericial;
- Desenhista Técnico-Pericial;
- Atendente de Necrotério Policial;
- Auxiliar de Necrópsia;
- Oficial Administrativo(área apoio);
- Técnico de Laboratório(área apoio).

Na Constituição do Estado de São Paulo, a previsão de criação da Superintendência da Polícia Técnico-Científica, encontra-se inserida no art. 140, parágrafo 5°, Seção II (da Polícia Civil), Capítulo III (Segurança Pública), sendo certo que alguns organismos policiais civis, em determinados Estados da Federação, subordinam-se diretamente ao gabinete dos Secretários da Segurança, como, por exemplo, o DETRAN, a CORREGEDORIA, a SPTC etc.

## Direção Geral
A Superintendência da Polícia Técnico-Científica é dirigida, atualmente, por Maurício Rodrigues Costa, Perito Criminal de Classe Especial, desde janeiro de 2019, tendo sido precedido por Ivan Dieb Miziara, médico legista, o qual ocupou o cargo de janeiro de 2015 a dezembro de 2018. Antes, foi dirigida por cerca de dois anos pela.
Anteriormente foi dirigida por Norma Sueli Bonaccorso, Perita Criminal a qual, por sua vez, sucedeu Celso Perioli, Perito Criminal de Classe Especial que atuou como superintendente da instituição desde sua criação, em fevereiro de 1998 até abril de 2013. Celso Perioli graduou-se, em 1976, no Curso Superior de Criminalística da Academia de Polícia Civil de São Paulo, após o qual iniciou a carreira. 
Atuou em diversas unidades do Instituto de Criminalística, tanto como plantonista, como em cargos de chefia. É também bacharel em Ciências Jurídicas e Sociais e membro do Conselho Nacional de Dirigentes Gerais de Órgãos Periciais Forenses do Brasil (no qual representa a região Sudeste) e da IACP – Internacional Association of Chiefs of Police (Associação Internacional de Chefes de Polícia).

## Objetivos
A Superintendência da Polícia Técnico-Científica tem por finalidade:
- Coordenar e supervisionar os trabalhos de pesquisas nos campos da Criminalística e da Medicina Legal;
- Proceder a estudos técnicos no âmbito de suas atividades específicas;
- Prestar orientação técnica às unidades subordinadas;
- Manter intercâmbio com entidades ligadas às áreas científicas correspondentes;
- Exercer as atividades inerentes aos sistemas de administração geral;
- Zelar pela regularidade das atividades exercidas nas unidades subordinadas.

O objetivo principal da Polícia Científica é reconstituir a materialidade do delito, ou, em palavras mais simples, descobrir a verdade no que diz respeito à forma como tudo aconteceu, de maneira a orientar a investigação policial e o processo criminal. Muitas vezes, a prova pericial demonstrará que alguém que estava sendo acusado por um crime não o praticou. Outras vezes, poderá demonstrar que o acusado agiu em legítima defesa. A prova pericial não deve ser vista taxativamente como prova de acusação ou prova de defesa. Evidentemente, dependendo de cada caso, poderá ser uma coisa ou outra.
O Perito (criminal ou legista) atua a partir da requisição formal da autoridade policial (delegado de polícia) que é a responsável pela elaboração dos quesitos a serem respondidos nos laudos técnicos-periciais.

## Estrutura
A Superintendência da Polícia Técnico-Científica tem a seguinte estrutura básica:
- Gabinete da Superintendência;
- Instituto de Criminalística;
- Instituto Médico-Legal;
- Divisão de Administração.

### Instituto de Criminalística "Dr. Octávio Eduardo de Brito Alvarenga"
O Instituto de Criminalística (IC), que também é conhecido como a Polícia Técnica, foi criado em 30 de dezembro de 1924, pela Lei n.º 2.034, sob a denominação de Delegacia de Técnica Policial. A Delegacia era subordinada ao Gabinete Geral de Investigações e realizava exames periciais. Dois anos depois, ela passou a ser chamada de Laboratório de Polícia Técnica.
Em 1929, assume a direção do Laboratório o perito Octávio Eduardo de Brito Alvarenga, um dos maiores nomes da Criminalística no Brasil. Alvarenga aposentou-se em 1955, e hoje empresta seu nome ao Instituto de Criminalística.
Pela Lei Estadual nº 6290 de 1961, o Instituto de Criminalística passou a ser chamado de Instituto de Criminalística "Dr. Octávio Eduardo de Brito Alvarenga". Com a criação da Superintendência da Polícia Técnico-Científica (SPTC), em 1998, o IC se tornou um dos dois órgãos subordinados à SPTC, ao lado do Instituto Médico Legal.
O IC tem por atribuição auxiliar a Justiça, fornecendo provas técnicas acerca de locais, materiais, objetos, instrumentos e pessoas, para a instrução de processos criminais. Esse trabalho é executado por Peritos Criminais, que elaboram laudos a respeito das ocorrências cuja infração penal tenha deixado algum vestígio.

### Instituto Médico Legal
O Instituto Médico Legal (IML) foi fundado em 1885, como Serviço Médico Policial da Capital. Ele era composto por dois médicos e seu regulamento foi estabelecido em 7 de abril de 1886 pela Lei nº 18. O IML é o órgão técnico mais antigo da Polícia.
Em 1958, o Gabinete Médico-Legal mudou para um amplo e moderno edifício, especialmente construído para a instituição, na Rua Teodoro Sampaio, 151. Hoje, o prédio é a sede do IML – Centro. Um ano depois, o Serviço passou a ser finalmente chamado de Instituto Médico Legal.
A mais conhecida das funções do IML é a necropsia, vulgarmente chamada de autópsia, que é o exame do indivíduo após sua morte. Porém, este tipo de exame constitui apenas 30% do movimento do Instituto. A maior parte do atendimento (70%) é dada a indivíduos vivos, pessoas que foram vítimas de acidentes de trânsito, agressões, acidentes de trabalho etc.

## Carreiras
Carreiras policiais civis que prestam serviço na Superintendência da Polícia Técnico-Científica:
Peritos
- Perito Criminal
- Médico Legista

Auxiliares técnicos
- Auxiliar de Necropsia
- Atendente de Necrotério Policial
- Desenhista Técnico-Pericial
- Fotógrafo Técnico-Pericial
- Técnico de Laboratório

Administrativo
- Oficial Administrativo